# Два бијела круха
„Два бијела круха” је југословенски ТВ филм из 1964. године. Режирао га је Даниел Марушић који је написао и сценарио по делу Милана Беговића.

## Улоге
| Глумац           | Улога |
| ---------------- | ----- |
| Ервина Драгман   |       |
| Ана Херцигоња    |       |
| Славица Јукић    |       |
| Дамир Мејовшек   |       |
| Фране Пејковић   |       |
| Звонимир Рогоз   |       |
| Крешимир Зидарић |       |